# ریوهی شیراساکی
ریوهی شیراساکی (انگلیسی: Ryōhei Shirasaki؛ زادهٔ ۱۸ مهٔ ۱۹۹۳) بازیکن فوتبال اهل ژاپن است.
از باشگاه‌هایی که در آن بازی کرده‌است می‌توان به باشگاه فوتبال شیمیزو اس-پالس اشاره کرد.